# Lepidopilidium divaricatum
Lepidopilidium divaricatum är en bladmossart som beskrevs av Brotherus 1907. Lepidopilidium divaricatum ingår i släktet Lepidopilidium och familjen Hookeriaceae. Inga underarter finns listade i Catalogue of Life.